# بوده (نروژ)
بوده (تلفظ نروژی: [²bu:dø:]  ( گوش دهید)) یک منطقهٔ مسکونی در نروژ است که در نوردلاند واقع شده‌است. بوده ۱٬۳۹۵٫۳۰ کیلومتر مربع مساحت و ۵۱٬۵۵۸ نفر جمعیت دارد. موزه هوانوردی نروژ و اولین سینمای کشور نروژ بنام Fram Kino در این شهر واقع شده. در سال 2024 بوده بعنوان پایتخت فرهنگی اروپا شناخته خواهد شد.

## خواهرخوانده
شهرهای ویبورگ و بخش یونشوپینگ خواهرخوانده‌های بوده هستند.